# Gustl Datz
August „Gustl“ Datz (* 5. Dezember 1904 in Groß-Steinheim; † 10. August 1991 in Illertissen) war ein deutscher Schauspieler und Synchronsprecher.

## Leben und Werk
Datz war vor allem als Theaterschauspieler tätig. Er spielte unter anderem am Jägerndorfer Stadttheater, an der Lore-Bronner-Bühne in München sowie am Bayerischen Volkstheater Der Komödienstadel. 1971 wirkte er neben Hannelore Schroth in der deutschen Erstaufführung von Eli Sagas Meine Mutter, die Generalin am Münchner Theater an der Leopoldstraße mit und trat mit dem Ensemble auch bei einem Gastspiel in Tel Aviv auf.
Daneben arbeitete Datz seit den 1950er Jahren umfangreich bei Film und Fernsehen. Er spielte neben Rudolf Lenz in der Ganghofer-Verfilmung Das Schweigen im Walde, neben Heinz Rühmann in Der Pauker und neben Gerhard Polt in dessen Satire Kehraus. Außerdem arbeitete er mit zahlreichen namhaften Regisseuren zusammen: mit Rainer Werner Fassbinder in Der amerikanische Soldat, mit Bernhard Sinkel in Lina Braake oder Die Interessen der Bank können nicht die Interessen sein, die Lina Braake hat, mit Thomas Fantl in Die Zeit der Schuldlosen und mit Hans W. Geißendörfer in Der Fall Lena Christ. Darüber hinaus übernahm Datz Gastrollen in zahlreichen Fernsehserien wie Derrick, Das Kriminalmuseum, Die seltsamen Methoden des Franz Josef Wanninger und Graf Yoster gibt sich die Ehre.
Überdies arbeitete er als Sprecher für Hörspielproduktionen und Synchronisation. Dabei lieh er seine Stimme Martin Brandt in Holocaust – Die Geschichte der Familie Weiss, Delos V. Smith jr. In Einer flog über das Kuckucksnest, Harry Davenport in Ritt zum Ox-Bow und Paul Hagen in der bundesdeutschen Fassung der Olsenbande.
Zuletzt in Vöhringen an der Iller wohnhaft, verstarb Gustl Datz fast vier Monate vor seinem 87. Geburtstag am 10. August 1991 im Kreiskrankenhaus Illertissen.

## Filmografie (Auswahl)
- 1955: Das Schweigen im Walde
- 1957: Die Eintagsfliege
- 1957: Jean
- 1958: Der Pauker
- 1960: Ein Weihnachtslied in Prosa oder Eine Geistergeschichte zum Christfest
- 1961: Der Mann von drüben
- 1961: Treibjagd
- 1962: Die Glocken von London
- 1964: Katharina Knie – Ein Seiltänzerstück
- 1965: Der müde Theodor
- 1965: Damen und Husaren
- 1964: Die Zeit der Schuldlosen
- 1966: Pflicht ist Pflicht
- 1966: Oberst Chabert
- 1966: Standgericht
- 1966: Üb immer Treu nach Möglichkeit – Kundendienst
- 1966: Die seltsamen Methoden des Franz Josef Wanninger – Der Kanarienvogel
- 1967: Neapolitanische Hochzeit
- 1968: Herr Kannt gibt sich die Ehre
- 1969: Katzenzungen
- 1969: Eine Frau ohne Bedeutung
- 1969: Die Kleinbürger
- 1970: Der Kirschgarten
- 1970: Die seltsamen Methoden des Franz Josef Wanninger – Der Burgherr
- 1970: Der Fall Lena Christ
- 1970: Der amerikanische Soldat
- 1970: Wie kurz ist die Zeit zu lieben
- 1971: Iwanow
- 1972: 8051 Grinning
- 1973: Wenn ihr wollt, ist es kein Märchen
- 1973: Liebe leidet mit Lust
- 1974: Output
- 1975: Lina Braake oder Die Interessen der Bank können nicht die Interessen sein, die Lina Braake hat
- 1979: Lucky Star
- 1982: Der starke Stamm
- 1983: Kehraus
- 1983: Verkehrsgericht: Kleiner Blechschaden mit großen Folgen
- 1984: Tapetenwechsel